# Hybocodon cryptus
Hybocodon cryptus är en nässeldjursart som beskrevs av Watson 1984. Hybocodon cryptus ingår i släktet Hybocodon och familjen Tubulariidae. Inga underarter finns listade i Catalogue of Life.